# 慧安園

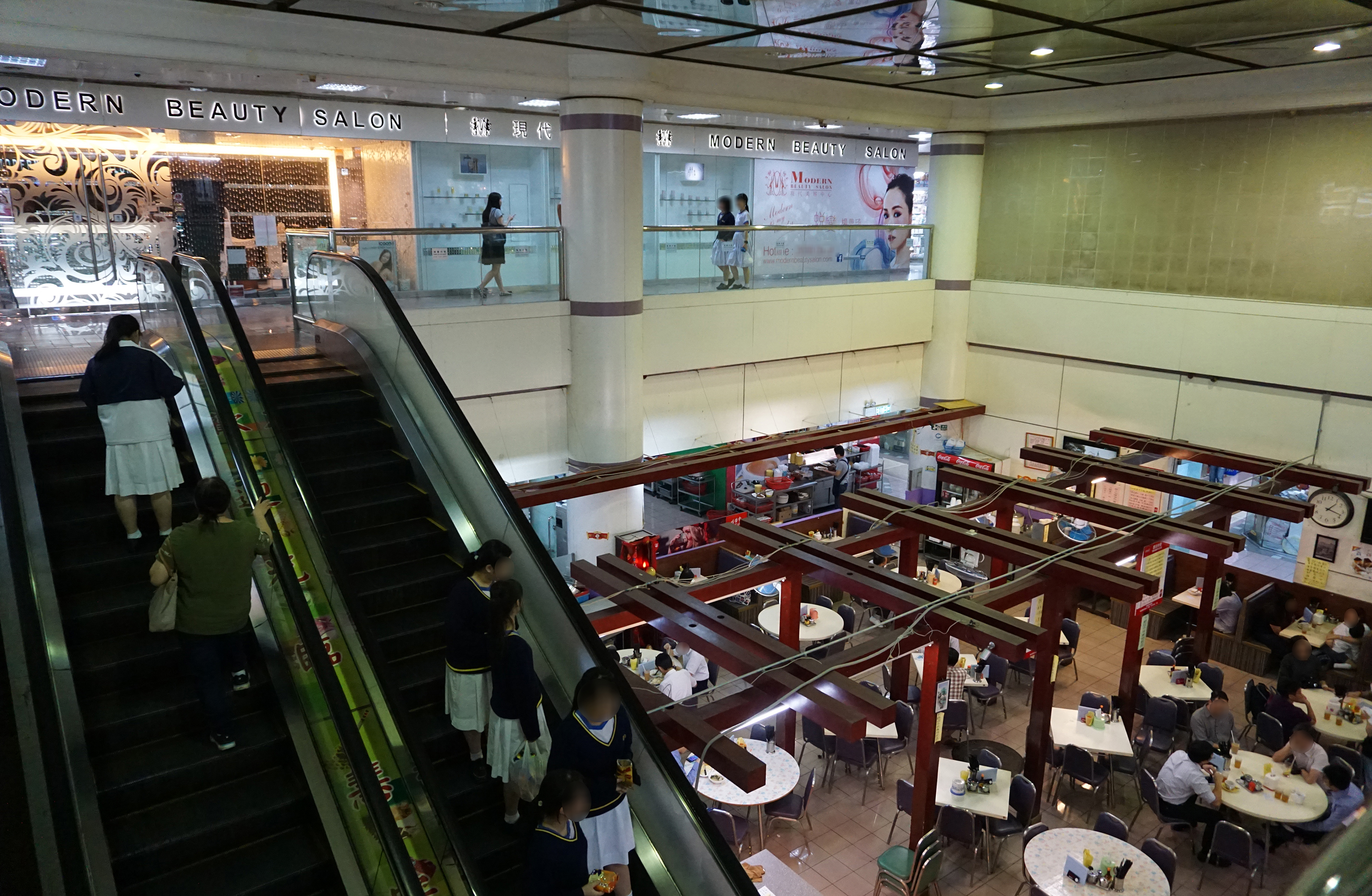
慧安商場中庭

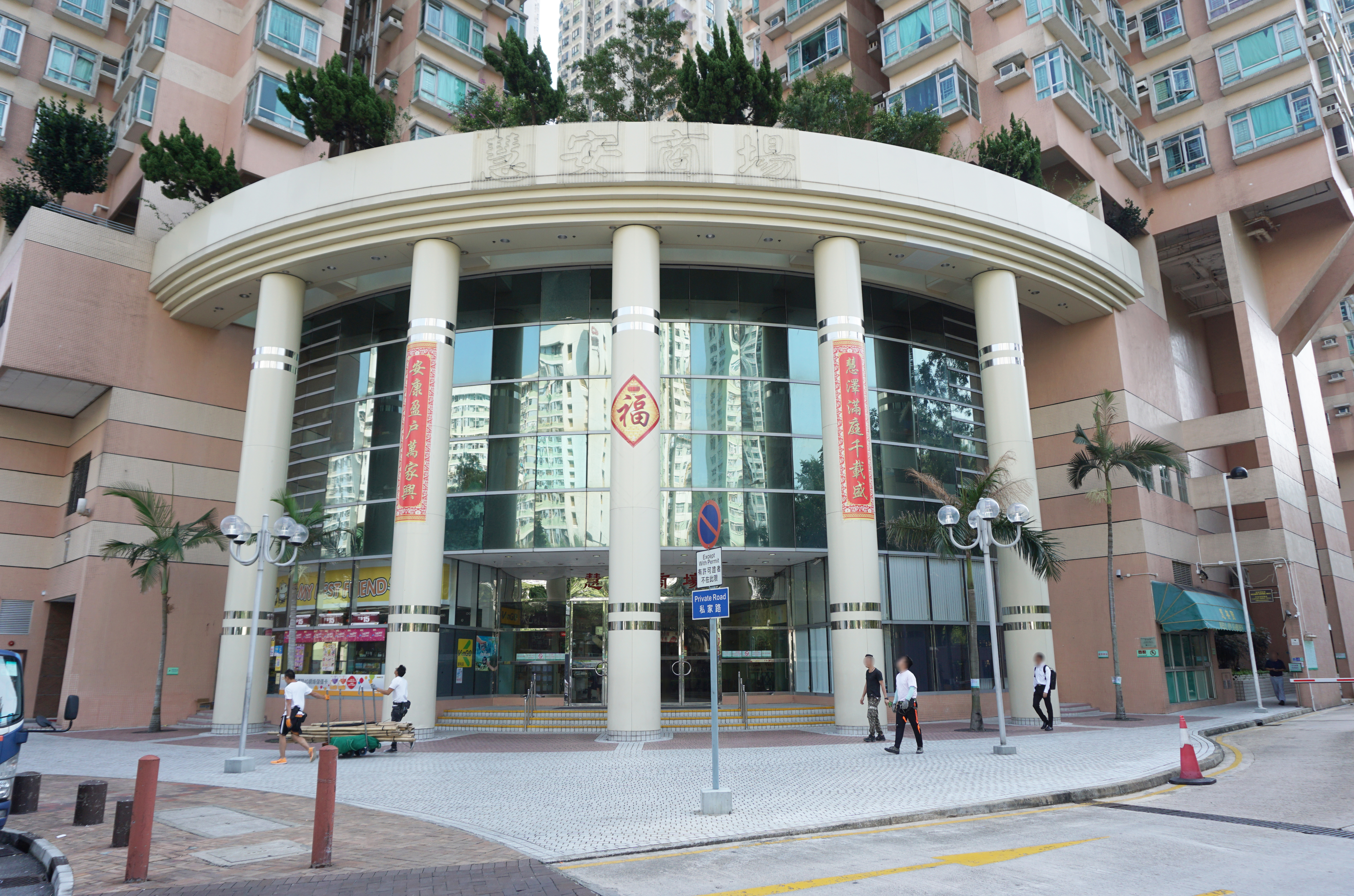
慧安商場入口

慧安園（英語：Well On Garden）位於香港新界將軍澳毓雅里9號，於1994年6月10日入伙，為寶林第一個私人屋苑。發展商為南豐集團，亦由旗下的民亮發展管理，由馬梁建築師事務所負責設計。

## 住宅
屋苑共有4座，每座樓高43層，每層有8個單位，單位面積由400至700餘平方呎, 單位總數為1280個。

## 商場
基座商場命名為慧安商場，樓高2層，租戶包括超級市場、小食店、補習社、議員地區辦事處、診所及美容中心。其中1樓原酒樓18,029方呎的舖位在2016年分間成88個舖位出售，命名為「POPSTAR 慧星匯」，面積由70至1,000方呎。入場費逾百萬。

## 設施
會所於3樓，設一個遊樂場、網球場、一個游泳池（水深：1.1-1.5米）連嬉水池（水深：0.3米）。另有桑拿室，四張乒乓球桌以及平台花園。

## 事件
2021年8月19日下午3時許，一單位發生火警，消防將火救熄，初步調查相信上址因電拖板短路而引致火警，起火原因無可疑。事件中無人受傷，約有60名居民自行疏散到安全位置，消防在上址救出一隻狗，該狗隻其後由相關機構接走。

## 衛生問題
慧安園二座一個單位的戶主，經常向窗外拋散雀糧，惹來一班野鴿聚集在大廈外的冷氣機槽及晾衫架，並遺下大量排泄物於大廈外牆位置，嚴重影響屋苑衛生及觀感。有居民投訴有關人士餵雀多年，但仍未有執法人員將其檢控。

## 交通
屋苑與港鐵寶琳站有一段距離，需步行10分鐘，而屋苑對面設有新界區專線小巴10M線小巴來往慧安園及觀塘同仁街。